# Compañía Hidroeléctrica del Niágara
La Compañía Hidroeléctrica del Niágara (nombre original en inglés: Niagara Falls Hydraulic Power & Manufacturing Company) era una empresa estadounidense con sede en Niagara Falls, Nueva York. Fue la primera compañía en generar energía hidroeléctrica a partir de las cataratas del Niágara en 1882. Se basó en los trabajos de varias empresas predecesoras dedicadas a la construcción de un canal utilizado para impulsar molinos hidráulicos. En 1918, la compañía se fusionó con la Niagara Falls Power Company, que más tarde se convirtió en la Niagara Mohawk y en 2002 fue adquirida por National Grid plc.

## Orígenes

### Porter, Barton y Compañía
En 1805, "Porter, Barton & Company", una sociedad formada por Augustus Porter, Peter Porter, Benjamin Barton y Joseph Anim, compró los derechos sobre el río Niágara y las cataratas Americanas de Nueva York en una subasta pública. La zona subastada comprendía los derechos de agua desde arriba de los rápidos superiores hasta debajo de las cataratas. La compañía transportaba mercancías por tierra desde el lago Erie hasta Lewiston, desde donde se embarcaban para llevarse por el río Niágara hacia el este, hasta alcanzar el lago Ontario. Cuando el Canal del Erie se abrió en 1825, la ruta del Niágara quedó obsoleta, y los planes para desarrollar las cataratas del Niágara se vieron afectados. Augustus propuso construir un canal para impulsar molinos hidráulicos en 1847 y ofreció el derecho de paso del canal a cualquier persona que quisiera construirlo, pero los hermanos Porter murieron antes de que el interés en el proyecto condujera a la construcción del canal. 

## Historia de la Compañía

### Compañía Hidráulica de las Cataratas del Niágara
En 1852, Caleb Smith Woodhull y sus asociados compraron la tierra y los derechos de agua a los herederos de los hermanos Porter con la intención de construir un canal, y en 1853 formaron la "Compañía Hidráulica de las Cataratas del Niágara". Se obtuvo una subvención de los propietarios de una franja de tierra de 100 pies de ancho que se extiende desde un punto por encima de los rápidos superiores hasta el banco alto debajo de las cataratas. La compañía comenzó con la construcción del canal en 1853, pero se detuvo después de dieciséis meses porque los costos de construcción del canal excedieron significativamente las estimaciones y la compañía se declaró en quiebra.

### Compañía de energía de agua de las Cataratas del Niágara
En 1856, Stephen N. Allen compró la compañía, que pasó a llamarse "Niagara Falls Water Power Company". La compañía completó la entrada y la porción fluvial del canal en 1857, con la excepción de una estrecha extensión en el extremo sur de la cuenca que se completó en 1881.

### Compañía del Canal de las Cataratas del Niágara
En 1860, Horace H. Day compró la compañía y la renombró "Compañía del Canal de las Cataratas del Niágara". Con una inversión de 1,5 millones de dólares, (42919000 de hoy en día) el canal se completó finalmente en 1861, pero no se pudo utilizar debido a la Guerra de Secesión. Después de completarse el proyecto del canal, estuvo inactivo hasta 1875, cuando el primer cliente del canal, la "Cataract City Milling Company" propiedad de Charles B. Gaskill, estaba utilizando el agua del canal para impulsar el molino harinero de la compañía.

### Empresa de Fabricación y Energía Hidráulica de las Cataratas del Niágara

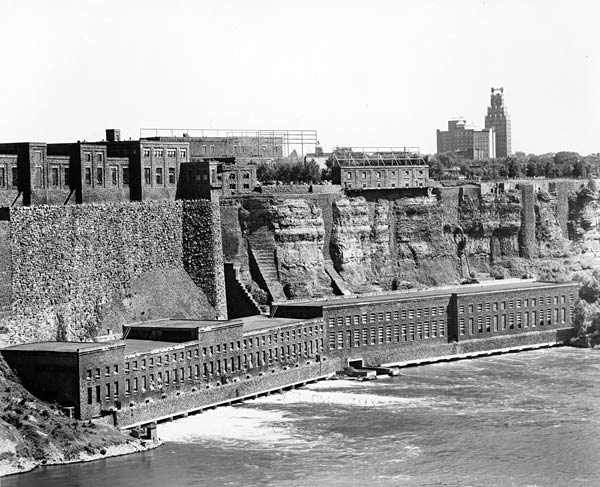
Estaciones de Schoellkopf 3, 3-B y 3-C

En 1877, como la compañía solo había atraído a un cliente, se declaró en bancarrota y fue subastada. Los intereses de la compañía fueron comprados por 71.000 dólares (unos 2031000 de hoy en día) por Jacob F. Schoellkopf, quien en 1878 formó la "Compañía de Fabricación y Energía Hidráulica de las Cataratas del Niágara" para usar el canal.

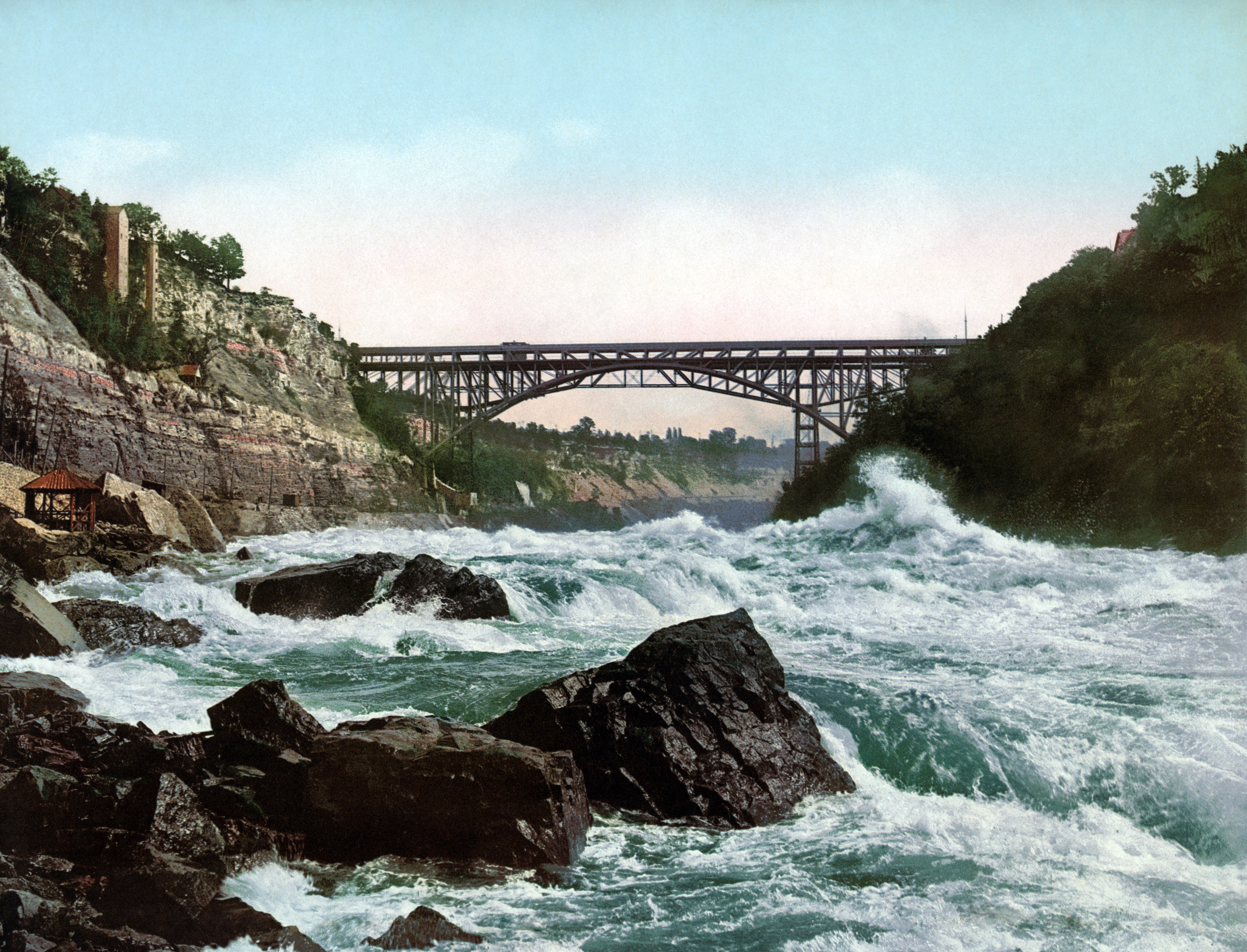
Puente de acero de arco inferior

Después de la transferencia de la propiedad, Schoellkopf terminó la excavación, pero el canal permaneció inactivo durante algunos años. Finalmente, se iniciaron los trabajos de la primera central hidroeléctrica, y el canal se amplió en 1892. Cuatro años más tarde, en 1896, se había completado la central eléctrica número dos, que suministraba energía a diferentes fábricas cercanas a las cataratas del Niágara. Se hicieron muchas adiciones y extensiones a la construcción original, y la compañía comenzó a trabajar en una nueva central, denominada planta número tres, que cuando se completó, estaba separada de la planta original alrededor de 250 m hacia el norte. Las instalaciones de la compañía hidráulica estaban en su totalidad situadas por debajo del primer puente de acero de arco superior. 
La Planta número dos, que medía unos 30 por 55 m, generaba una potencia continua de 34.000 caballos de vapor. El desnivel total aprovechado era de 64 m. El canal, que se alimenta del río en un punto situado aguas arriba de Port Day, atraviesa toda la ciudad hasta un punto debajo del puente de acero de arco superior, proporciona un suministro constante de agua durante todo el año. Justo debajo de Port Day está el comienzo de los rápidos, con una caída de más de 15 m en 1,2 km. Junto a una curva del río, el canal vierte junto al cortado situado debajo del puente, con un recorrido total de aproximadamente 1350 m. Construida antes de la era de la producción industrial de corriente alterna, la planta eléctrica generaba electricidad en corriente continua, lo que limitaba su alcance de distribución en un rango de poco más de tres kilómetros desde la central.

#### Empresa de Energía Hidráulica de las Cataratas del Niágara
En 1907, se aprobó la ley de la Comisión de Servicios Públicos de Nueva York que regulaba los derechos de las corporaciones no eléctricas a participar en el desarrollo de la energía eléctrica y su distribución. Por lo tanto, el negocio hidráulico de "Niagara Falls Hydraulic Power and Manufacturing Company" se convirtió en la " Hydraulic Power Company of Niagara Falls" y se formó la "Cliff Electrical Distributing Company" para distribuir la energía. La "Compañía de Energía Hidráulica" era la propietaria de los edificios en sí, el terreno, las compuertas, las turbinas y las ruedas hidráulicas. 

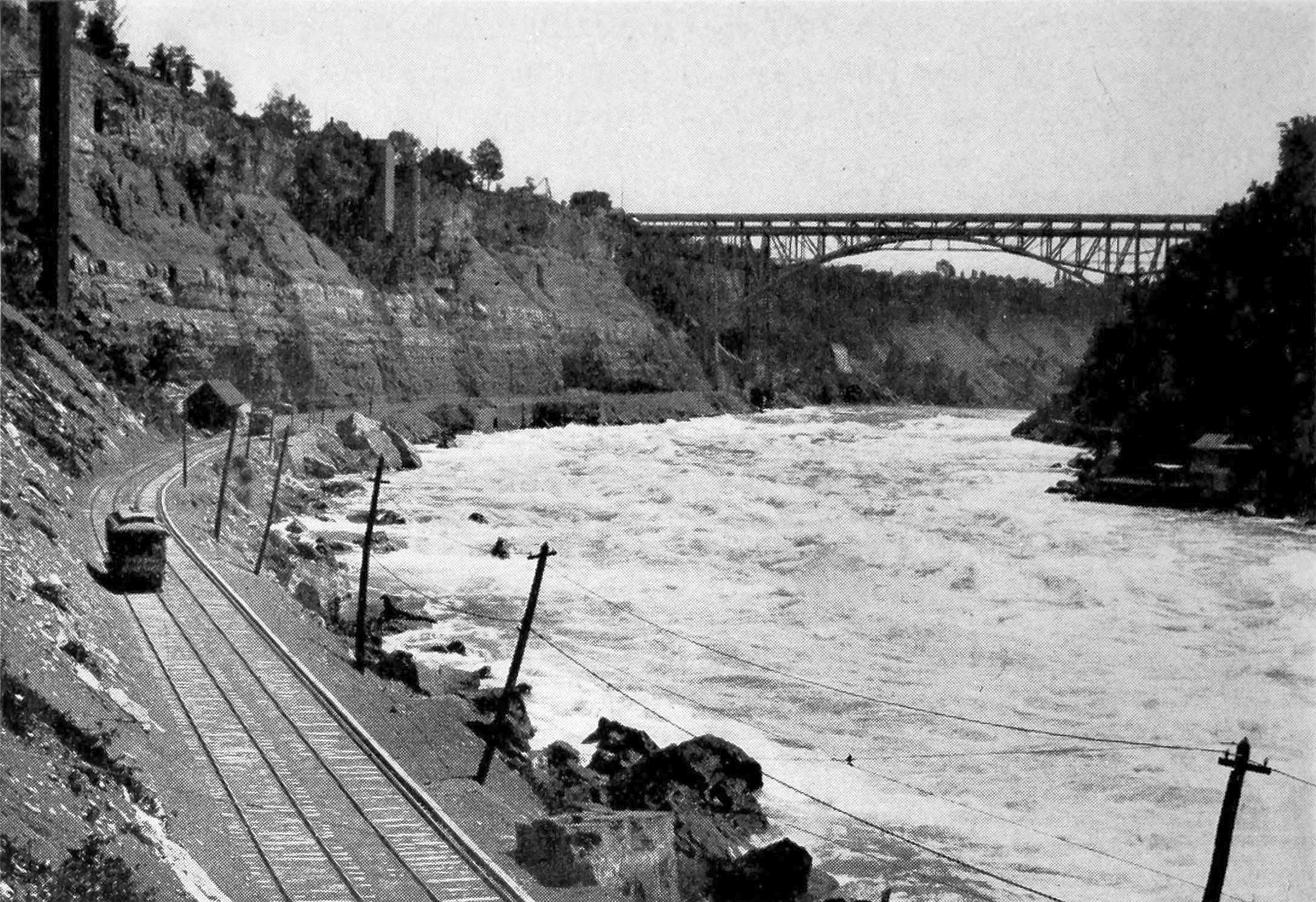
Ferrocarril de la Garganta del Niágara en 1913

La compañía suministró electricidad a muchas de las fábricas y compañías industriales más grandes de Niágara Falls, Nueva York. Entre los contratos de energía más grandes de la compañía se encontraban el del Ferrocarril de la Garganta del Niágara, el de la Compañía de Aluminio de América, el de la Compañía Electrolítica Nacional y muchas otras grandes fábricas.
A partir de 1908, los gestores de la compañía fueron George B. Mathews (presidente), William D. Olmsted (vicepresidente) Arthur Schoellkopf (secretario y tesorero), Paul A. Schoellkopf (secretario asistente y tesorero), y John L. Harper (ingeniero jefe). La junta directiva estaba compuesta por George B. Mathews, William D. Olmstead, Arthur Schoellkopf, Jacob F. Schoellkopf Jr. y J. L. Romer.

#### Compañía Distribuidora Cliff Electrical
La "Cliff Electrical Distributing Company" era una corporación eléctrica organizada con el único propósito de permitir que la "Compañía de Energía Hidráulica" distribuyese legalmente la energía eléctrica que producía. A partir de 1914, los dos principales consumidores de energía de la "Compañía de Energía Hidráulica" eran: 
- Aluminium Company of America - aproximadamente 70.000 caballos
- Cliff Electrical Distributing Company - aproximadamente 30.000–40.000 caballos

Tanto la Aluminium Company of America como la "Cliff Electrical Distributing Company" poseían sus dinamos, aparatos eléctricos y sistemas de transmisión (las líneas de transmisión que transportaban la energía desde los generadores hasta el lugar donde se usaba) y la "Hydraulic Power Company" poseía todo lo demás.
En 1914, los directivos de la "Cliff Electrical Distributing Company" fueron: Peter P. Pfohl, Paul A. Schoellkopf, John Olmstead, C. P. Hugo Schoellkopf y Jacob F. Schoellkopf Jr. Los gestores eran: Peter P. Pfohl, presidente; Paul A. Schoellkopf, secretario y tesorero; y C. P. Hugo Schoellkopf, vicepresidente.

## Competidores

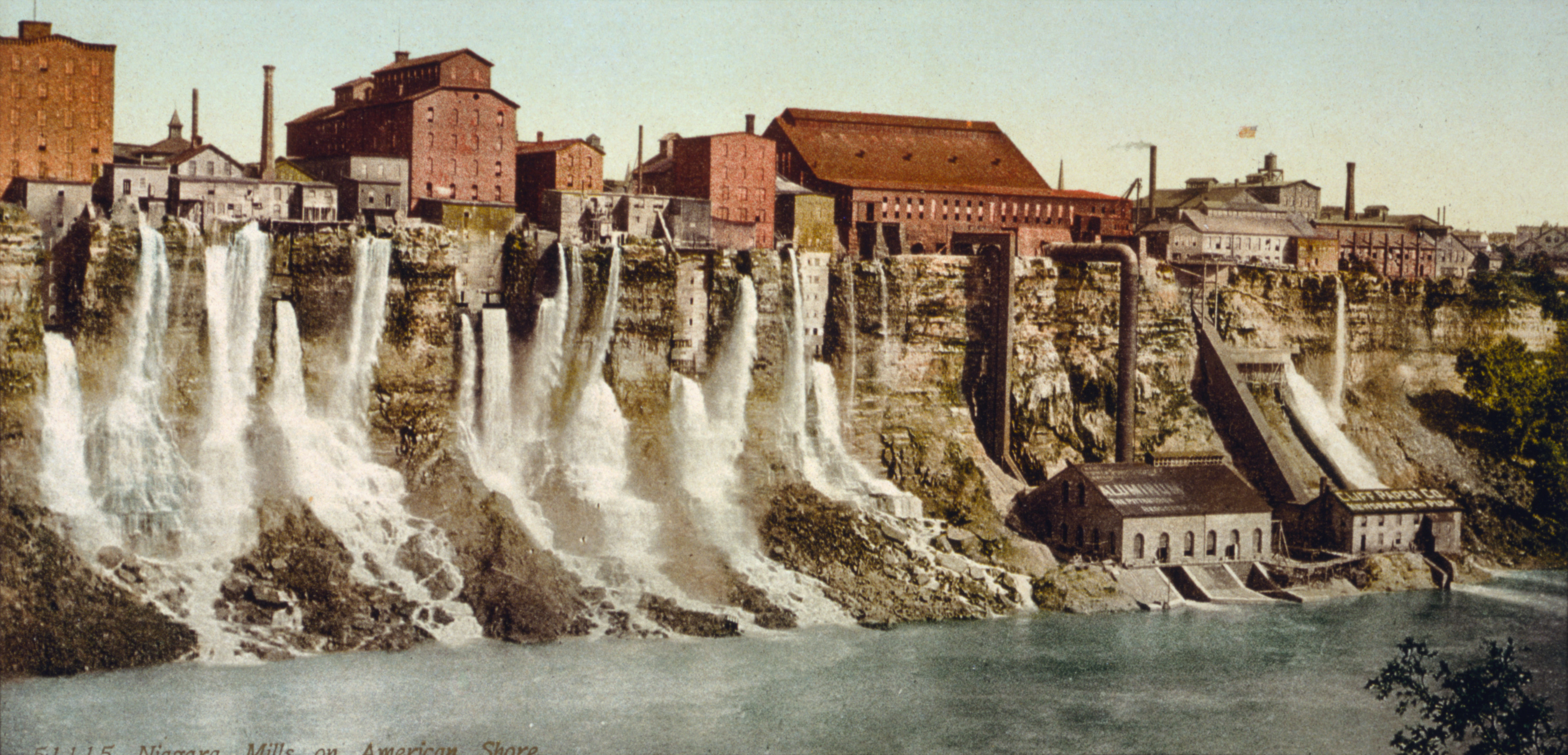
Molinos de Schoellkopf a lo largo del canal en 1900

### Compañía del Túnel Hidráulico, Energía y Alcantarillado del Río Niágara
El éxito de Schoellkopf en el desarrollo de los molinos llevó a Charles B. Gaskill, de la "Cataract City Milling Company", el primer cliente del canal en 1875, a pensar que habría una creciente demanda de energía. Por lo tanto, en 1886, Gaskill formó la "Compañía del Túnel Hidráulico, Energía y Desagüe del Río Niágara" para satisfacer la demanda. Su compañía contrató al ingeniero, Thomas Evershed con el fin de crear un plan para desarrollar la generación de potencia.
Evershed planeó usar directamente la energía mecánica de las ruedas hidráulicas y de las turbinas en lugar de generar electricidad. Propuso doce canales para dirigir el agua desde la parte superior del río Niágara para eliminar la producción de energía de la orilla del río. Los canales alimentarían 238 pozos con ruedas hidráulicas, y se redirigía a través de un enorme túnel hacia la garganta situada debajo de las cataratas. Se determinó que el plan de Evershed era demasiado costoso, por lo que Edward Dean Adams y otros decidieron desarrollar la producción de energía hidroeléctrica. Los nuevos planes requerían una estación central de generación y una versión acortada del túnel de Evershed.

### Compañía Hidroeléctrica de las Cataratas del Niágara

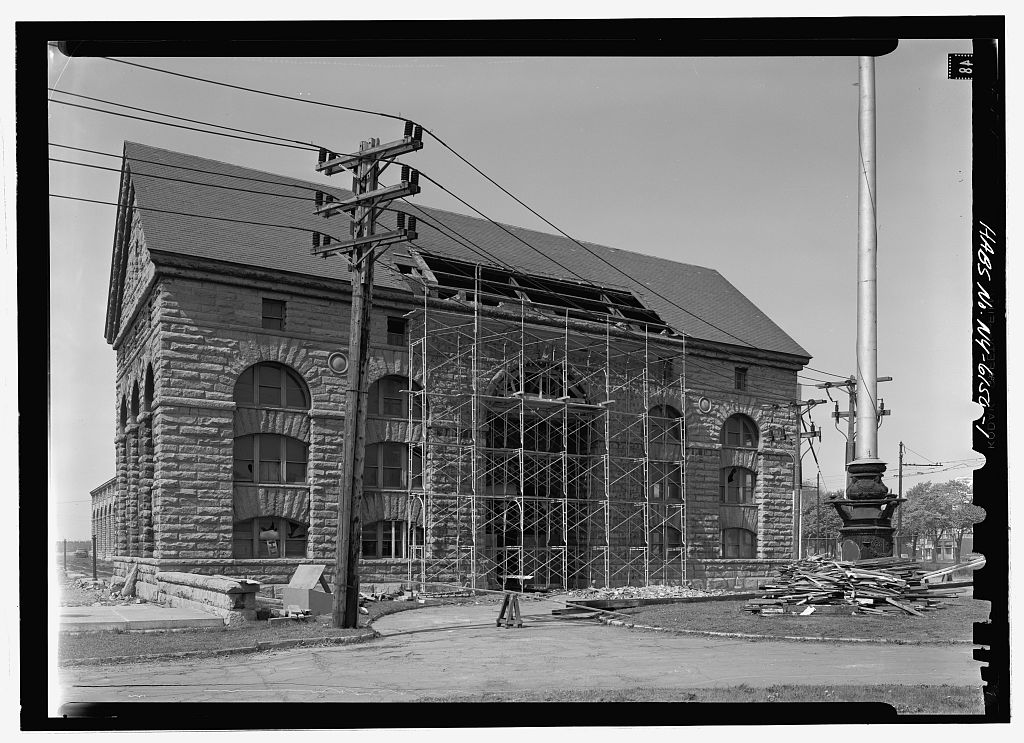
Central Eléctrica Edward Dean Adams (río Niágara y Avenida Buffalo)

En 1889, los desarrolladores organizaron la "Niagara Falls Power Company " y la " Cataract Construction Company " (fundada el 12 de junio de 1889) para llevar a cabo el nuevo plan. Edward Dean Adams, como presidente de la "Cataract Construction Company", dirigió los planes para construir una planta generadora central y resolver el problema de la transmisión de electricidad a largas distancias. Adams y la "Cataract Construction Company" comenzaron a construir una central eléctrica de inmediato. Sin embargo, el problema de cómo transmitir la electricidad a larga distancia aún no se había resuelto. El 20 de diciembre de 1892, se completó el túnel Evershed y el canal de entrada de la central eléctrica Edward Dean Adam. 
La "Cataract Construction Company" patrocinó la celebración de la "Comisión Internacional del Niágara", que se reunió en Londres en junio de 1890 y fue dirigida por Lord Kelvin. Los comisionados ofrecieron un premio de 100.000 dólares (3391000 de hoy en día) por una solución al problema. La comisión recibió diecisiete propuestas de expertos de todo el mundo, rechazándolas a todas. Las ideas iban desde un sistema que usaba presión neumática, hasta uno que requería cuerdas, resortes y poleas. Algunos concursantes propusieron transmitir la electricidad utilizando corriente continua, incluida una proposición respaldada por Thomas Edison. 

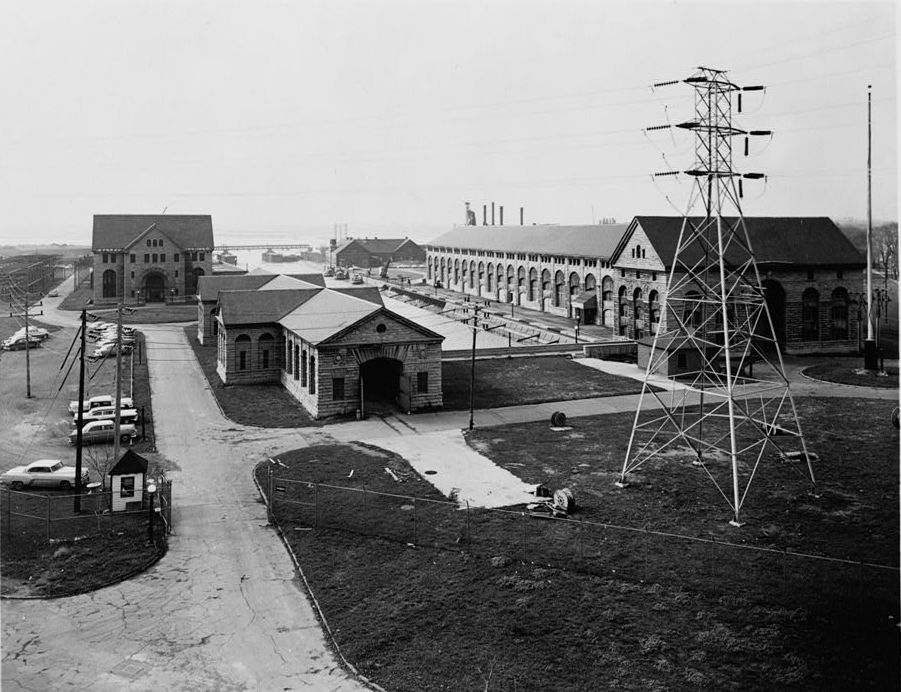
Central Eléctrica Edward Dean Adams

El 6 de mayo de 1893, después de que la comisión no pudo otorgar un ganador, Lord Kelvin y la comisión le pidieron a George Westinghouse que usara corriente alterna para desarrollar la generación de electricidad en las cataratas del Niágara. La construcción duró varios años y fue financiada por un notable grupo de hombres de negocios, donde figuraban J. P. Morgan, John Jacob Astor IV, Lord Rothschild y W. K. Vanderbilt. La central eléctrica Edward Dean Adams, diseñada por McKim, Mead & White, produjo energía por primera vez el 26 de agosto de 1895, y en noviembre de 1896, la energía generada por las cataratas del Niágara llegó a Buffalo. Los primeros 1000 caballos de electricidad transmitidos a la ciudad fueron adquiridos por la compañía de ferrocarriles urbanos, y la compañía eléctrica local solicitó 5000 más. 
Similar al acuerdo de la "Hydraulic Power Company of Niagara Falls" con la "Cliff Electrical Distributing Company", la "Niagara Falls Power Company" vendió energía al Ferrocarril Internacional (Nueva York-Ontario), que obtuvo el derecho de instalar sus convertidores rotativos en la central, pero no pagaba ningún cargo adicional (es decir, alquiler) por la instalación.

## Consolidación
En 1918, la "Cliff Electrical Distributing Company", la "Hydraulic Power Company of Niagara Falls" y la "Niagara Falls Power Company" se fusionaron, debido a la presión del gobierno para lograr un uso más eficiente del agua del río Niágara, según lo establecido por Tratado de Aguas Limítrofes de 1909. La compañía consolidada retuvo el nombre de "Niagara Falls Power Company", y emitió capital social, acciones comunes y preferentes por un valor de 26 millones de dólares ( 526673000 actualmente). Los 26 millones de dólares en capital social consistían en: 
- 11.515.400 $ - 7% del capital social preferente acumulado
- 14.484.600 $ - capital social común

Los 11.515.400 dólares en acciones preferentes se distribuyeron a los accionistas de la "Niagara Falls Power Company". De los 14.484.600 dólares en capital social común:
- 540.000,00 $ - distribuidos a los accionistas de "Cliff Electrical Distributing Company"
- 984.566,70 $ - distribuidos a los accionistas de la "Niagara Falls Power Company"
- 12.960.000 $ - distribuidos a los accionistas de la "Hydraulic Power Company of Niagara Falls"

El 2 de marzo de 1921, la "Compañía de Energía de las Cataratas del Niágara" combinada, obtuvo una licencia federal de la Comisión Federal de Energía, emitida bajo la Ley Federal de Energía del Agua de 1920 por un período de 50 años, que autorizó con el fin de generar energía, el desvío del agua desde el río Niágara por encima de las cataratas del Niágara, y el regreso por debajo de las cataratas, todo ello en terrenos propiedad del Estado de Nueva York.
La "Niagara Falls Power Company" se convirtió más tarde en la "Niagara Mohawk Power Corp.", que fue adquirida por National Grid plc en 2002 por 3000 millones de dólares (actualmente 5081961000).